# USCGC Mackinaw (WLBB-30)
USCGC Mackinaw (WLBB-30) — багатоцільове 73-метрове судно з основною місією якого є важкий криголам, спеціально побудоване для операцій на північноамериканських Великих озерах для Берегової охорони Сполучених Штатів. Номер IMO: 9271054.
Його більший попередник, USCGC Mackinaw (WAGB-83), номер ІМО 6119534, мав 62-річну кар’єру на тих же водах, перш ніж був виведений з експлуатації 10 червня 2006 року та перетворений на корабель-музей, що стояв у доку в Макіно-Сіті, штат Мічиган.
Серед місій, на які теперішній здатний Mackinaw і які йому доручено за потреби, — догляд за буями, правоохоронні органи та охорона, пошук і порятунок, а також відновлення навколишнього середовища.

## Галерея

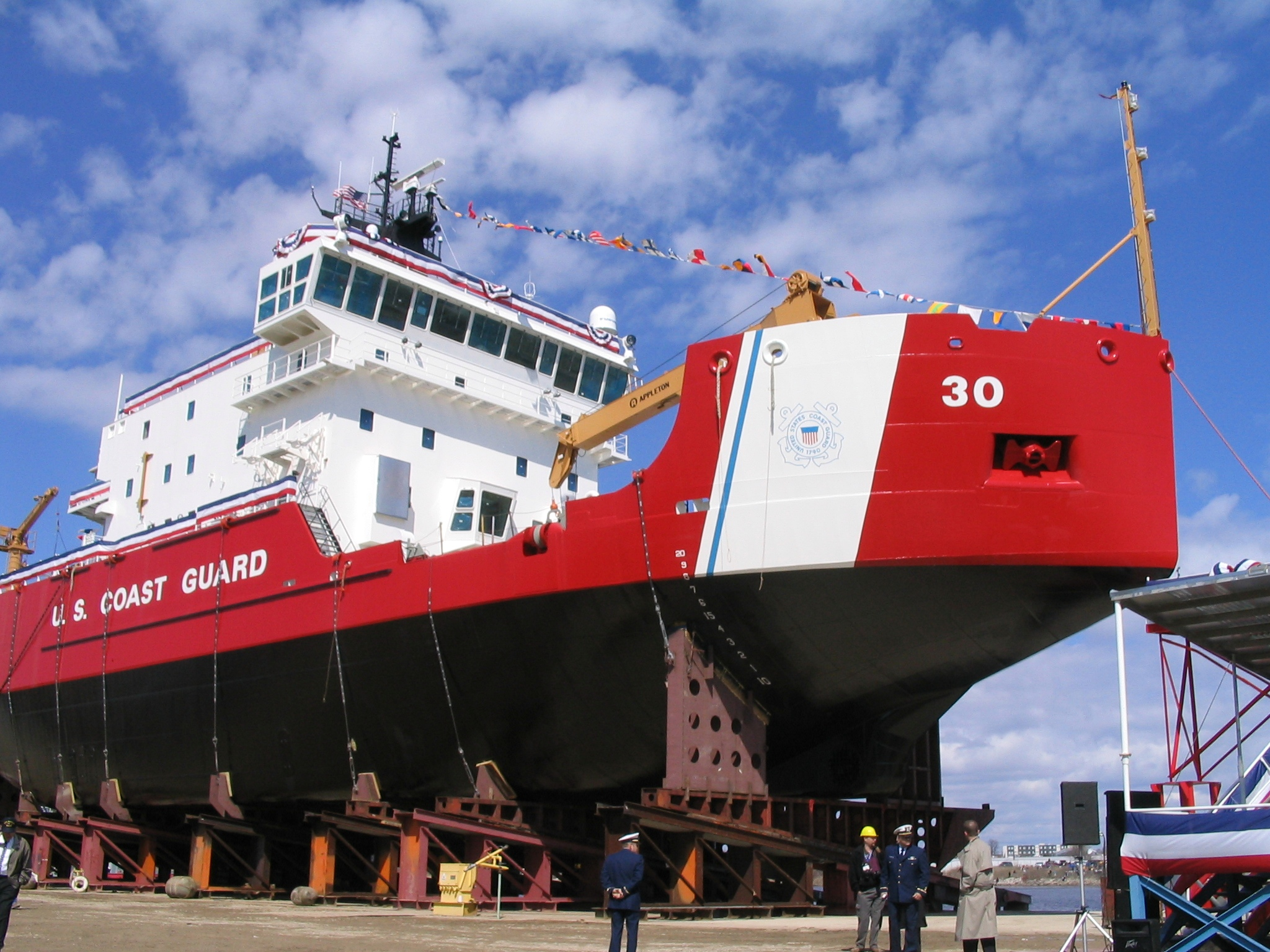
USCGC Mackinaw у день запуску, 2 квітня 2005 року.
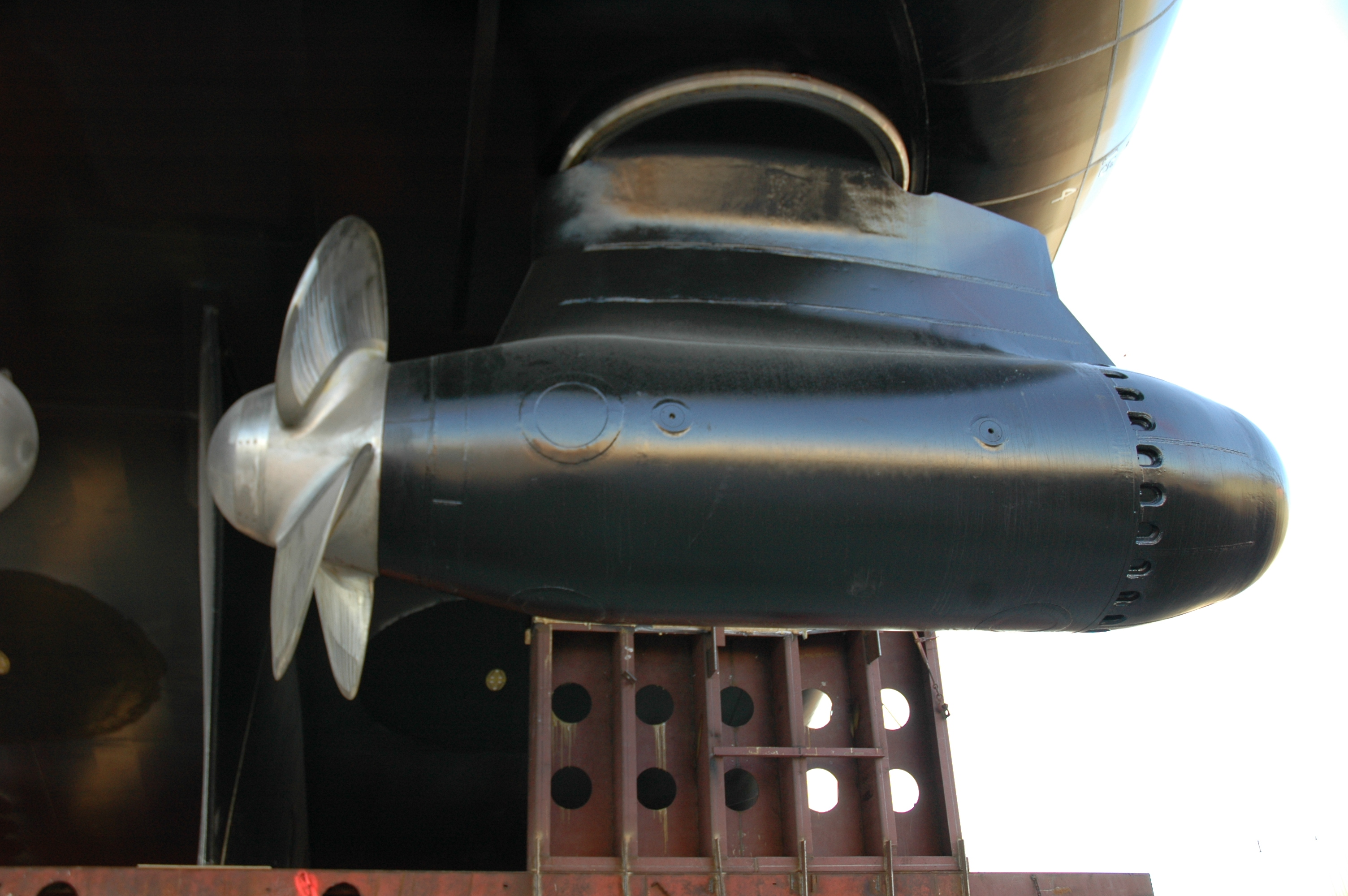
Один із азиподів судна зблизька
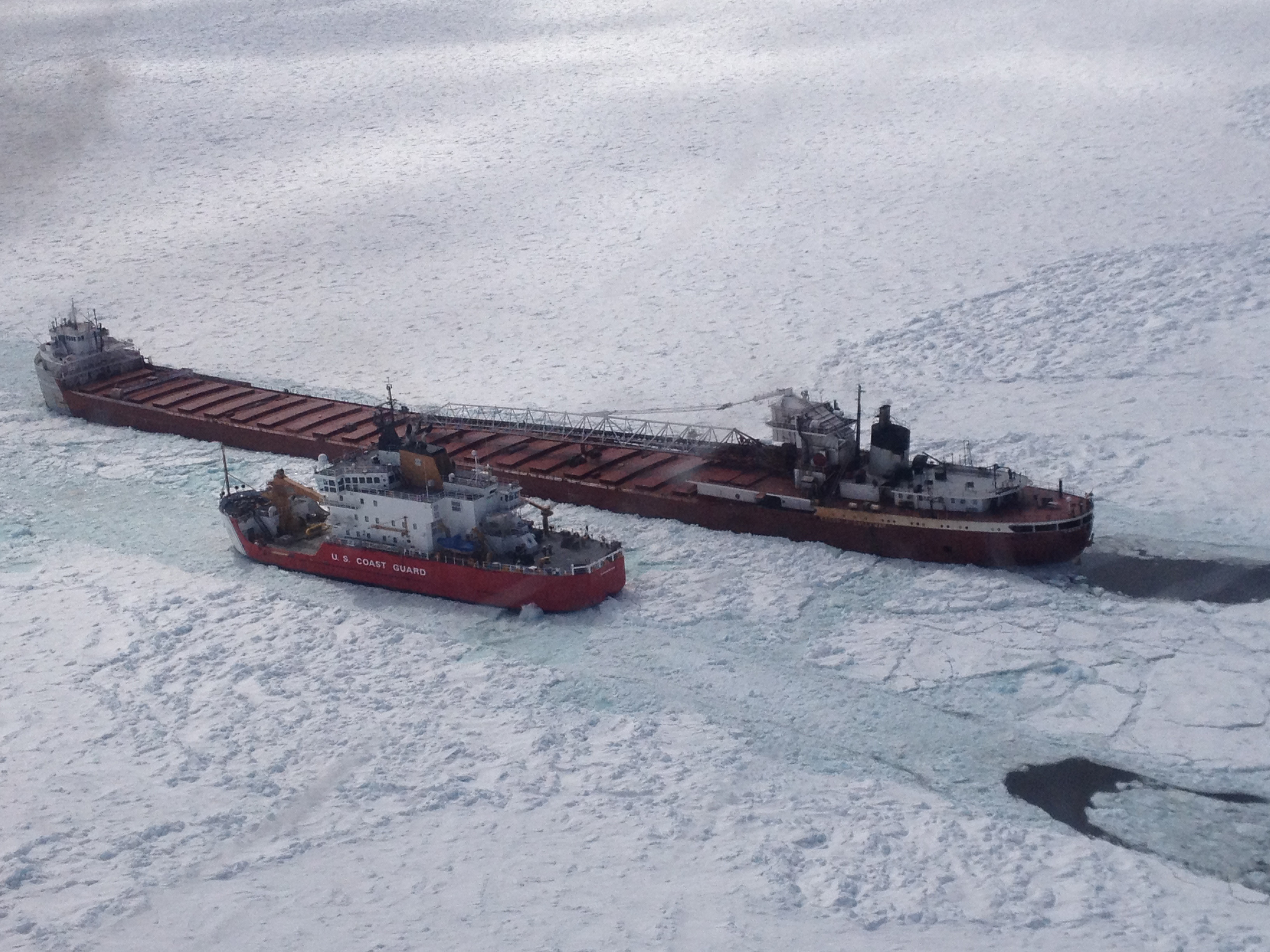
USCGC Mackinaw допомагає вантажному судну Cason J. Callaway у льодах